# 阿尔德亚拉丰特
阿尔德亚拉丰特，是西班牙卡斯蒂利亚-莱昂索里亚省的一个市镇。总面积46平方公里，总人口142人（2001年），人口密度3人/平方公里。